# إريك أنكر
إريك أنكر (بالبوكمول: Erik Anker) هو متسابق يخت وشخصية أعمال نرويجي، ولد في 15 أكتوبر 1903 في هالدن في النرويج، وتوفي بنفس المكان في 16 أغسطس 1994.

## وصلات خارجية
- إريك أنكر على موقع أوليمبيديا (الإنجليزية)